# Blue Movie (rete televisiva)
Blue Movie è un bouquet di sei canali televisivi tedeschi a pagamento (Blue Movie 1, Blue Movie 2, Blue Movie 3, Blue Movie Gay, Blue movie HD 1, Blue Movie HD 2) della piattaforma televisiva satellitare Sky Deutschland. Il bouquet è gestito dalla Erotik Media AG, di cui è stata socia, fra gli altri, Beate Uhse.

## Servizi televisivi
Il canale Blue Movie Gay è dedicato specificatamente agli omosessuali ed era inizialmente ricevibile mediante la piattaforma Premiere, prima del passaggio a Sky.
Blue Movie Nights HD 1 e Blue Movie Nights HD 2 sono gli ultimi due canali attivati in ordine cronologico. Il loro lancio risale al febbraio del 2011. Blue Movie Nights HD 2 ha interrotto le trasmissioni il 1º gennaio 2012.
| Numero canale | Servizio televisivo | Data di lancio |
| ------------- | ------------------- | -------------- |
| ??            | Blue Movie 1        | ??             |
| ??            | Blue Movie 2        | ??             |
| ??            | Blue Movie 3        | ??             |
| ??            | Blue Movie Gay      | ??             |
| ??            | Blue movie HD 1     | Febbraio 2011  |
| ??            | Blue movie HD 2     | Febbraio 2011  |

## Gestione
Fino al 16 dicembre 2010, i pagamenti dei contenuti, essenzialmente film, erano gestiti da tmc Content Group, che permetteva agli acquirenti di pagare mandando un SMS oppure online. Dal 17 dicembre tale piattaforma di pagamento è stata venduta a Sky Germania.